# Ylimmäinen (Joensuu, Norra Karelen, Finland)
Ylimmäinen eller Ylimäinen Sarvinkijärvi är en sjö i Finland. Den ligger i kommunen Joensuu i landskapet Norra Karelen, i den sydöstra delen av landet, 400 km nordost om huvudstaden Helsingfors. Ylimmäinen ligger 127,9 meter över havet. Den är 23,8 meter djup. Arean är 4,08 kvadratkilometer och strandlinjen är 29,2 kilometer lång. Sjön  ingår i Vuoksens huvudavrinningsområde.   I omgivningarna runt Ylimmäinen växer i huvudsak barrskog.
I övrigt finns följande i Ylimmäinen:
- Läpikäytävänsaari (en ö)
- Pärttyli (en ö)
- Ruissaari (en ö)
- Lokkisaari (en ö)
- Röntönsaari (en ö)
- Kalliosaari (en ö)
- Suurisaari (en ö)
- Saunasaari (en ö)
- Ukonsaari (en ö)